# Wolfgang Voigt
Wolfgang Voigt (ur. 1961 w Kolonii) – niemiecki muzyk z kręgu muzyki elektronicznej w gatunkach techno i ambient. Jest uznawany za jednego z najważniejszych twórców minimal techno. Od wczesnych lat 90. wydał ponad 160 albumów pod ponad 30 różnymi pseudonimami, takimi jak Mike Ink, M:I:5, Love Inc., Studio 1 czy Gas.
Wraz z Michaelem Mayerem and Jürgenem Paape założył wytwórnię Kompakt.

## Wybrana dyskografia

### Jako Wolfgang Voigt
- 2008 – Gas[7]
- 2010 – Freiland Klaviermusik[8]
- 2010 – Freiland – Geduld
- 2011 – Kafkatrax
- 2011 – Kafkatrax + Rückverzauberung 4[9]
- 2013 – Zukunft Ohne Menschen[10]
- 2014 – Rückverzauberung 9 / Musik Für Kulturinstitutionen[11]
- 2016 – Apodiktische Gewissheit[12]
- 2019 – Earquake (box set)[13]
- 2020 – Freiland Klaviermusik 2[14]
- 2022 – The Queen is Dead[15]

### Jako Gas
- 1995 – Modern[16]
- 1996 – Gas[17]
- 1997 – Zauberberg[18]
- 1998 – Königsforst[18]
- 1999 – Oktember[19]
- 2000 – Pop[20]
- 2008 – Nah Und Fern (box set)[18]
- 2016 – Box (box set)[21][19]
- 2017 – Narkopop[22]
- 2018 – Rausch[23]
- 2020 – Zeit[24]
- 2021 – Der Lange Marsch[25]

### Jako Studio 1
- 1995 – Grün[26]
- 1996 – Gelb[27]
- 1996 – Rot[28]
- 1996 – Blau[29]
- 1996 – Orange[30]
- 1996 – Silber[31]
- 1996 – Rosa[32]
- 1996 – Lila[33]
- 1996 – Hellblau[34]
- 1997 – Gold[35]
- 1997 – Studio 1[36]
- 1999 – Keep on Rockin[37]
- 1999 – Credo[38]
- 2019 – Schwarz[39]

### Jako M:I:5
- 1997 – Maßstab 1:5[40]

### Jako Love Inc.
- 1996 – Life’s a Gas[41]

### Jako All
- 1999 – Überall[42]
- 1999 – Ersatzwaerme[43]
- 2001 – Alltag 1-4[44]